# Джерон Крісвелл Коніг
Джерон Крісвелл Коніг (англ. Jeron Criswell Konig, відомий також як Дивовижний Крісвелл (The Amazing Criswell); 18 серпня 1907 — 4 жовтня 1982) — шоумен, актор.

## Діяльність
Джерон спочатку займався зачитуванням новин на радіо, але на початку 1950-тих став потроху купувати ефірний час в місцевої телестанції Лос-Анджелеса. В цей ефірний час Джерон ставив своє рекламне шоу, своєрідний «магазин на дивані», продаючи «Criswell Family Vitamins». Для різноманітності незабаром Джерон почав вставляти в своє шоу абсурдні передбачення під назвою «Крісвелл передбачає». Його шоу зробило його місцево знаменитістю, він став частим гостем на різноманітних вечірках та запрошеннях. На них він з'являвся в смокінгові з золотими запонками. Крісвелл був знайомий з багатьма відомими та популярними людьми від шоу-бізнесу.
Багато його передбачень було опубліковано у вигляді декількох книг. Одна з них — «Criswell Predicts: From Now to the Year 2000» — вийшла 1968 року. Книга містила такі передбачення, як масовий канібалізм та знищення Землі 19 серпня 1999 року; передбачення про космічний промінь з космосу, який впаде на Денвер й перетворить залізо на гуму. В його будинкові завжди стояла труна, в якій, за словами самого Крісвелла, він часто спав. Труну було задіяно в деяких фільмах Еда Вуда — План 9 з відкритого космосу, Оргія мерців, Ніч упирів. У цих фільмах також знімався сам Крісвелл. Також ця труна брала участь в зйомках порнографічному фільмові 1971 року Некроманія. Крісвелл був одружений, але його часто бачили в «The Gold Cup», барі, де постійно зустрічались гомосексуали.